# 芝麻林素
芝麻林素是一种木脂素类化合物，分子式C20H18O7，最早从芝麻油中分离。芝麻林素和芝麻素都是芝麻油中含有的微量成分，平均只占芝麻油质量的0.14%。